# Tarka lantszarvúantilop
A tarka lantszarvúantilop (Damaliscus pygargus) az emlősök (Mammalia) osztályának párosujjú patások (Artiodactyla) rendjébe, ezen belül a tülkösszarvúak (Bovidae) családjába és a tehénantilop-formák (Alcelaphinae) alcsaládjába tartozó faj. A faj Afrikában bontebok, vagy buntebok néven is ismert.

## Előfordulása
A tarka lantszarvúantilop eredetileg a Dél-afrikai Köztársaság területén honos. Eredeti elterjedési területébe beletartozott az Oranje Szabadállam és Gautenberg tartomány, KwaZulu-Natal tartomány északnyugati része, valamint Kelet-Fokföld tartomány és Észak-Fokföld tartomány északi részei.
Korábban előfordult Lesotho területén is, annak nyugati részén, de onnan 1900 előtt kihalt. Ma kisebb betelepített csordái vannak az országban.
Jelenléte Szváziföldön bizonytalan.
Mivel tetszetős faj, ezért betelepítették Botswana, Namíbia és Zimbabwe területére is. Ezekben az országokban elsősorban magánkézben levő farmokon él.

## Alfajai
A tarka lantszarvúantilopnak az alábbi kettő alfaja ismert:
- tarka lantszarvúantilop (Damaliscus pygargus pygarus) (Pallas, 1767) - törzsalfaj; veszélyeztetett, mely kizárólag Nyugat-Fokföld tartományban él
- fehérpofájú lantszarvúantilop (Damaliscus pygargus phillipsi) Harper, 1939 - a Dél-afrikai Köztársaság összes többi részén ez az alfaj él, és zömmel ezt telepítették be más országokba is

## Megjelenése
Egy közepes testnagyságú dél-afrikai antilopfajról van szó. A faj marmagassága 1 méter, testhossza 140–190 cm körül van, tömege 70–140 kg. Szőrzete három alapszínt tartalmaz: a rozsdabarnát, amely a nyakán a vállán, és rézsúton a törzs hátsó részéig húzódik; a feketét, amely nagyobb sávokban egészíti ki a törzsön a barnát; és a fehér, amely a törzs alsó részén, a végtagoknál és a farnál, valamint a fej frontális részén húzódik. A fejen található fehér sáv az egyik jellemző külső jegye, amely a szarvától az orráig húzódik. Szarva a többi tehénantilop-féléhez hasonló, de például a topihoz képest kevésbé ívelt.

## Életmódja
A tarka lantszarvúantilop enyhébb égövi körülmények között nappal aktív, a forróbb éghajlaton a kora reggeli, és a kései órákon. Főleg fűfélékkel táplálkozik, a fás, ligetes terepet kedveli, amely menedéket nyújthat számára a forróság elől. Alapvetően társas faj, gyakran figyelnek meg 20 egyednél több állatot számláló csapatot. A hímek territoriálisak (a többi tehénantilophoz hasonlóan), ezek határát ürülékükkel jelölik ki, és más hímekkel szemben védelmezik. A harc a nőstényekért zajlik elsősorban, amelyek nyolchavi vemhességet követően hozzák világra a gidákat. Ez az esős időszakban történik már, így lehetőségük van a kicsiknek megerősödni. Ahogy más patásoknál, úgy ennél a fajnál is a fiatalok gyorsan fejlődnek, úgyszólván rögtön követni tudják az anyjukat. A vadon élő egyedek átlagosan 16 évig élnek, fogságban hosszabb ideig.

## Természetvédelmi helyzete
Amikor az első európaiak megérkeztek Dél-Afrikába, a tarka lantszarvúantilop még igen gyakori faj volt. A faj mutatóssága révén a vadászok kedvelt célpontja lett. A 19. század első felére már rendkívül megritkult, és helyi kezdeményezésre zárt körülmények között tenyészteni akarták őket, ami azonban még nem járt elegendő sikerrel. 1931-ben létrehozták a Buntebok Nemzeti Parkot, az állomány talpra állításához azonban még évtizedek munkájára volt szükség. Az évezredfordulót követően már számos rezervátum, állatkert, vadaskert tartja e színes párosujjú patásfajt, így talán kijelenthetjük, hogy jövője biztosabb alapokon nyugszik, mint egykoron.

## Képek

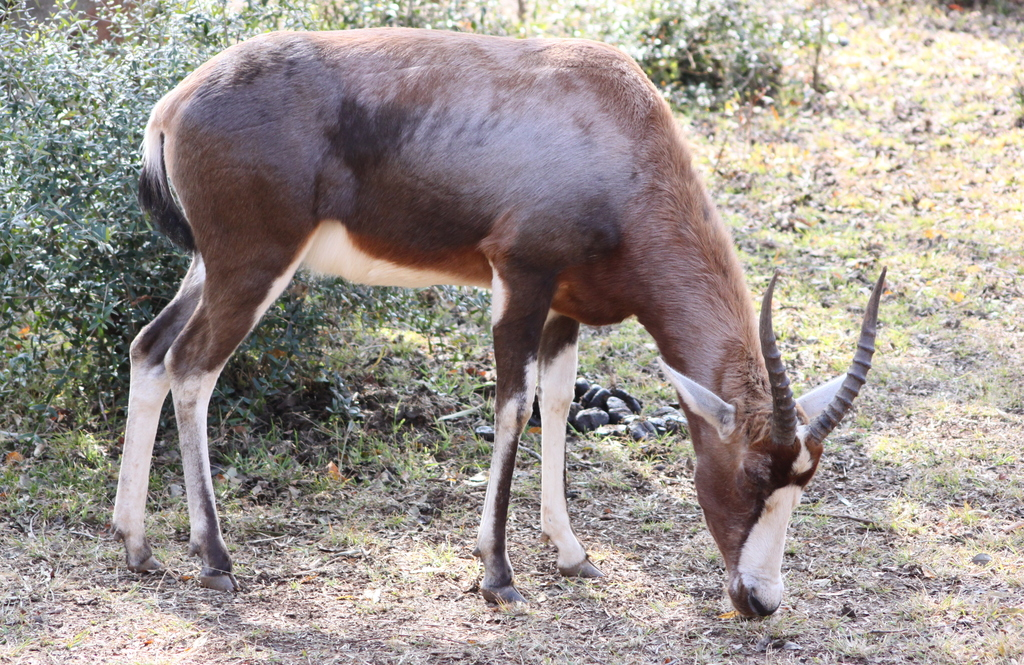
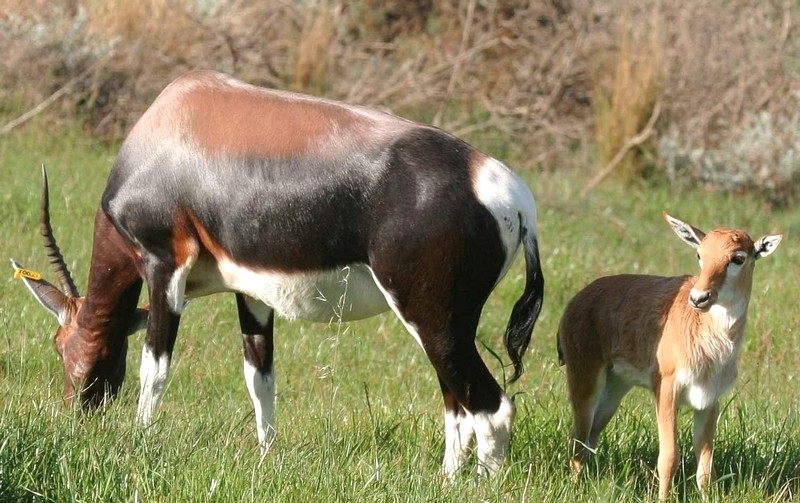
Tarka lantszarvúantilop a Helderberg Rezervátumban, Fokföld
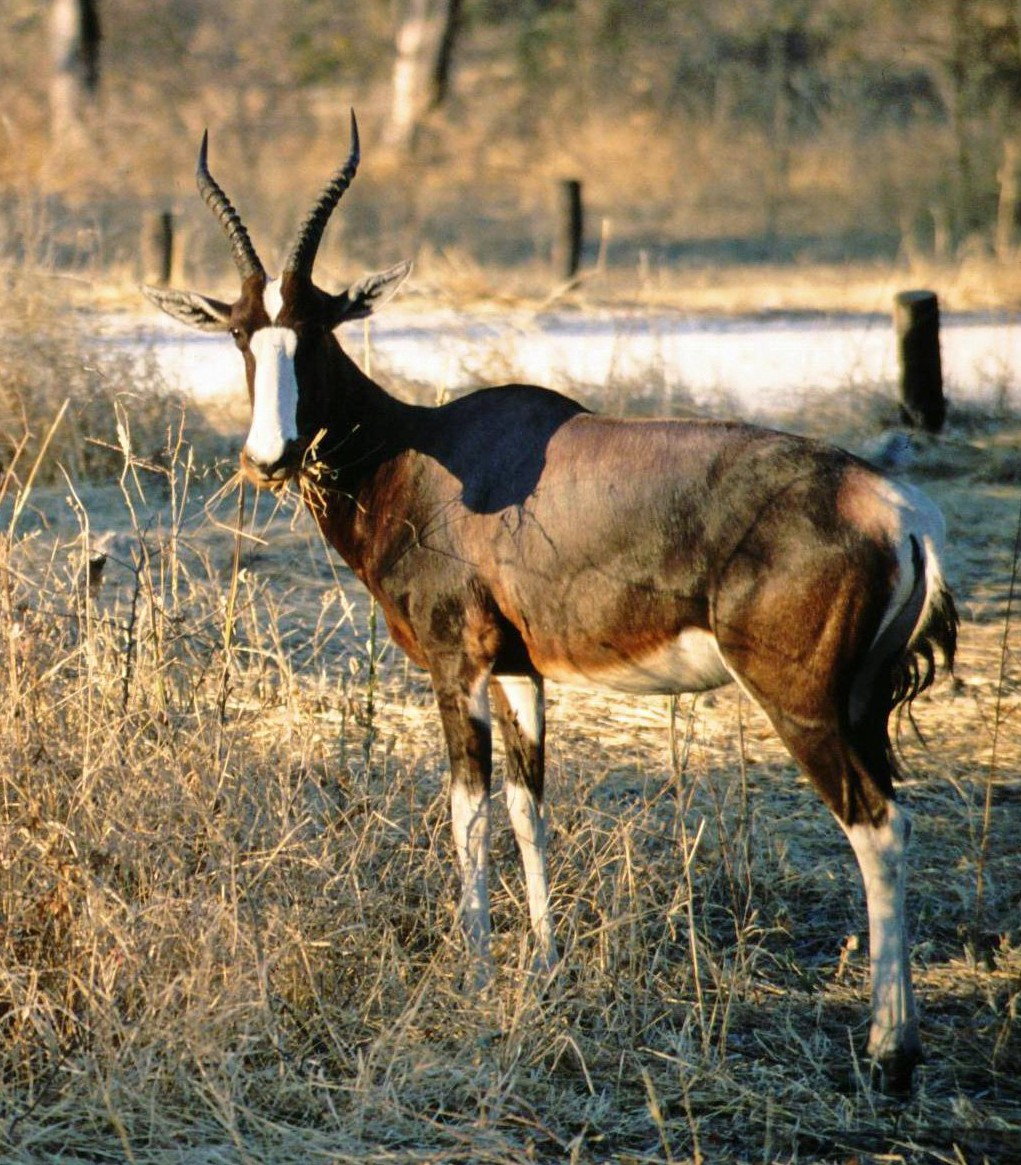
Tarka lantszarvúantilop Namíbiában
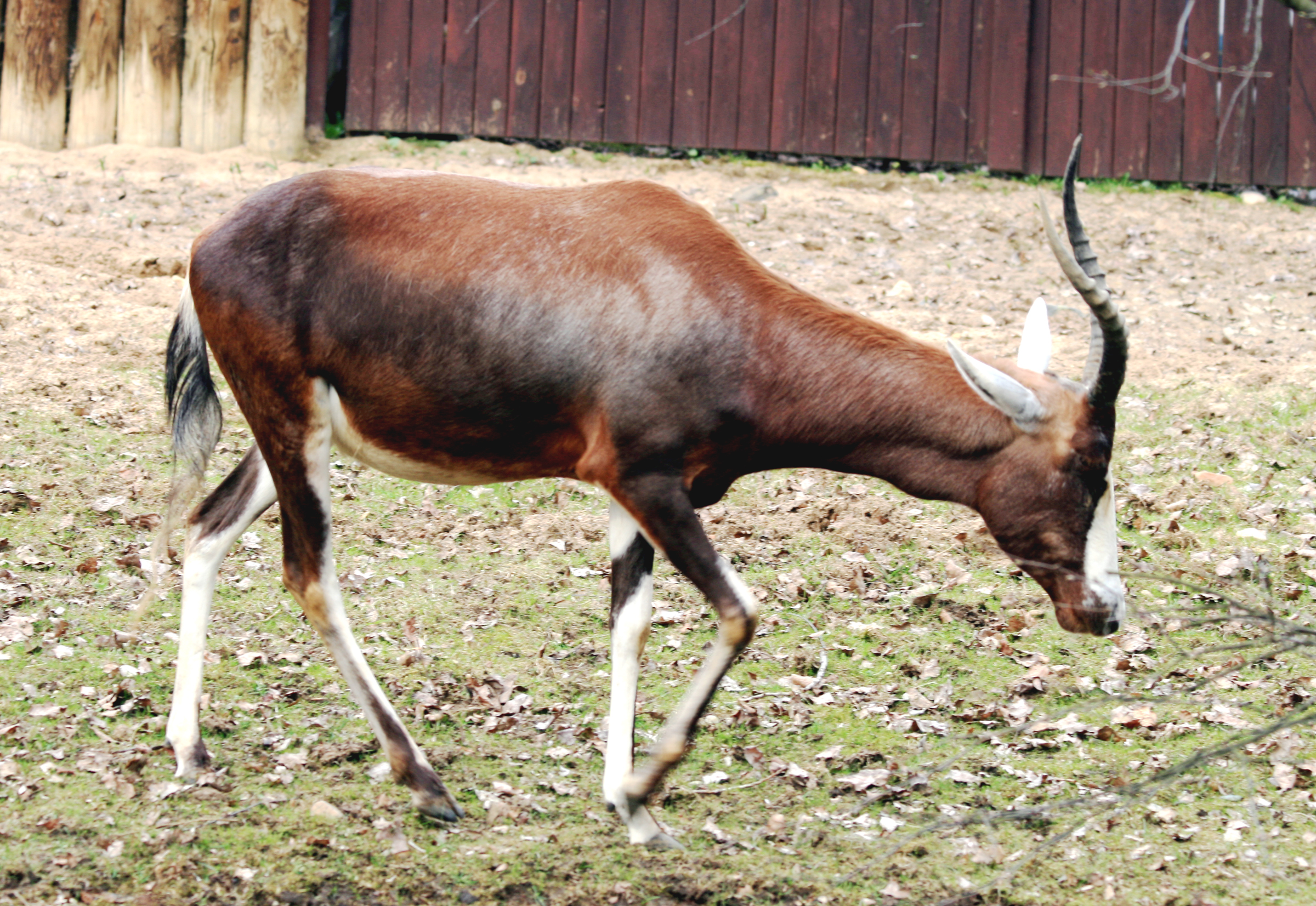
Damalicus pygargus phillipsi alfaj